# Michel Hoëllard
Michel Hoëllard (Parigi, 1952) è uno scrittore francese.

## Biografia
Figlio di emigranti bretoni, è stato caporedattore della rivista culturale e letteraria Arsnumero, non più pubblicata, ed è autore di romanzi e di racconti pubblicati in Francia e in Italia.

## Pubblicazioni
- LUNES NOIRES, éd. Petit Véhicule (Nantes) 2001. Romanzo érotico-épistolario.
- RONDE SÉMINOLE, Sulliver 2012. Romanzo-western.
- Racconti: in riviste francese (STUR; NUIT CAPITALE in rivista Roman: Presses de la Renaissance, BERLIN BLOND TECHNIQUE in rivista Cargo, IM WESTERN NICHTS NEUES in Distances...) e, in italiano (traduzione di Anna Berra): INSEGUENDO LE LUNE, Effigie ed.(Milano) 2005. Di questo libro, la redatrice Cristina Tirinzoni () ha scritto: "Una piacevolissima scoperta. Per la capacità di penetrazione psicologica di questo promettente autore francese (finora inedito in Italia), che in poche pagine folgoranti sa sondare con estrema finezza l'animo femminile, la danza di pensieri, le capriole del cuore, restituendoci al tempo stesso lo sguardo e il desiderio maschile riflessi sul corpo di donna."

| Controllo di autorità | VIAF (EN) 232584215 · ISNI (EN) 0000 0003 6731 6205 · BNF (FR) cb137771513 (data) |